# 史密斯威森M73左輪手槍
史密斯威森M73（英語：Smith & Wesson Model 73）是一款由美国槍械公司史密斯&威森所研製及生產的6發式“C型底把”雙動操作式左輪手槍，發射.38 S&W特種口徑手枪子彈。

## 歷史與說明
史密斯威森M73只在1973年生產了5,000把。它是由C型底把所製造，亦是唯一使用該底把的型號。該底把是一個經過修改以後使用6發式“K型底把”的弹巢的J型底把。這亦是史密斯&威森針對柯爾特警探特種型左輪手槍而生產的型號。
該左輪手槍採用了一種抵銷彈巢阻，但這也導致它們很難生產和測試。其結果是，這些手槍當中大多數基於安全理由而被銷毀，據估計，目前只有20把這些左輪手槍在私人擁有以下保留。

## 資料來源
1. ↑  Supica, Jim; Nahas, Richard. . Iola, Wisconsin: F+W Media, Inc. 2007: 169–170  [2014-09-13]. ISBN 0-89689-293-X. （原始内容存档于2014-07-08）.
2. ↑  Lee, Jerry. . Iola, Wisconsin: Gun Digest Books. 2012: 510  [2014-09-13]. ISBN 1-4402-3009-9. （原始内容存档于2014-07-09）.